# Àvars
|  | Per a altres significats, vegeu «Àvars de Pannònia». |

Els àvars (turc avarali = 'inestable', 'vagabund') són un poble del Caucas que viu principalment al Daguestan. Són de religió musulmana sunnita xafiïta, i el seu nom prové de l'àzeri avarali ("rodamón"), però ells s'anomenen a si mateixos maarulal. Ocupen els districtes de Buynarsk i Khasavjurt (Daguestan), però també n'hi ha a Bilokani i Zatakali (Azerbaidjan), i a les conques dels rius Koysu d'Andi, Koysu Avar, Kara Koysu i Tleyserukh. Els arcis o arčis, els andis (andis propis, akhwakhs, bagulals, botlikhs, godoberis, camalais, karates i tindis) i els dido (disos propis, tzezes, bezetes, kharshis, ginukhs i khunzals) formen part del grup àvar, però constitueixen nacionalitats separades.
L'Avaristan ocupa la part muntanyenca i poc accessible del Daguestan central, on encara es dediquen a la ramaderia transhumant de xais, i a les valls, hi ha petits horticultors en terrasses. L'artesanat tradicional és molt desenvolupat: teixit de llana, entapissat, treball de coure (auls de Yosetli i Chichiali), cuir, orfebreria i fusta (auls d'Untsukul i Betsada), ferreteria artística (auls sagratl, golotl i kakhib). La industrialització s'hi inicià el 1936.
Els àvars es divideixen en dos grups (abans federacions de tribus o bo) que al seu torn es divideixen en clans (kibil):
- El grup maarulal, que deriva el seu nom de maar ('muntanya') en rus tawlintsi, del kumik taw = 'muntanya', que vivien el nord de l'altiplà de Khunzak.
- El grup bagaulal (que vol dir "homes grollers"), que són els clans del sud.

El 1957 n'eren 200.000. Cada un dels grups parla un dialecte diferent (el khunzak al nord i els dialectes antsukh, cokh, gidatli i zakatali, al sud)
Dibir, cadi de Khunzak (1747-1827) va crear un alfabet àrab per a l'àvar, i així la literatura àvar va donar algunes figures, en què destaquen Muhammad ibn Musa de Kudatli (mort el 1708, que va escriure en àrab), el mateix Dibir, Mahmud de Betl-Kathab (1873-1919) i Hamzat Tsadasa (1873-1951), premi Lenin el 1950. L'àvar, l'utilitzen com a segona llengua les tretze nacionalitats del grup andidido i algunes altres.
Pretenen haver estat islamitzats pels àrabs. Segons una tradició llegendària, l'islam havia estat introduït per l'emir Abu-Múslim a Khunzak, on encara es mostra la seva tomba i la seva espasa. Realment, la tradició el confon amb Abu Maslama, qui hauria arribat al país en el segle xi. En aquest segle, el cristianisme i el judaisme hi predominaven i, de fet, el cristianisme de ritu georgià hi va persistir fins al segle xvi. En aquest segle xi, l'aul de Tanush (ciutat que era capital del principat àvar dels nutsal, vassall del xamkhalat dels Kazi Kumuk), va esdevenir la primera fortalesa musulmana al seu territori i centre de la islamització del país. Sembla que els governadors àrabs de Khunzak van esdevenir independents i que, finalment, van originar el Kanat Àvar al final de la curta dominació otomana del 1558 al 1606. El kanat i, per tant, els àvars, van passar a Rússia legalment el 1864. El 1921 foren inclosos al Daguestan.